# Stefanos Tsitsipas
Stefanos Tsitsipas (n. 12 august 1998, Atena, Grecia) este un jucător profesionist de tenis din Grecia. Cea mai bună clasare a sa la simplu este locul 3 mondial în clasamentul ATP, la 9 august 2021, devenind cel mai bine clasat jucător grec din istorie. Tsitsipas a fost campion la Turneului Campionilor 2019, devenind cel mai tânăr câștigător al campionatelor de sfârșit de an din ultimii optsprezece ani. A câștigat unsprezece titluri ATP la simplu și a ajuns într-o finală de Grand Slam la French Open 2021, pe care a pierdut-o în fața lui Novak Djokovic. De asemenea, este semifinalist de trei ori la Australian Open.
Născut într-o familie de tenismeni – mama sa, Iulia Apostoli, a fost profesionistă în turneul WTA iar tatăl său este antrenor de tenis – Tsitsipas a început să ia lecții de tenis la vârsta de șase ani. Ca junior, a fost pe locul 1 în lume. El a devenit al treilea jucător grec și primul jucător grec în Era Open care a câștigat un titlu de Grand Slam la juniori, cu o victorie în proba de dublu pentru băieți de la Wimbledon din 2016. Tsitsipas s-a antrenat la Academia Patrick Mouratoglou din Franța din 2015.
Tsitsipas a câștigat primul său meci în Turul ATP la sfârșitul anului 2017 și a urcat rapid în clasamentul ATP anul următor. A ajuns la trei finale la nivel de tur în 2018 și a câștigat primul său titlu la Stockholm Open. Fiind finalist la Canadian Open, el a devenit cel mai tânăr jucător care a învins primii patru zece adversari într-un singur turneu. Tsitsipas a fost desemnat sportivul grecesc al anului 2019. Este triplu campion la Monte-Carlo Masters, un turneu de nivel Masters 1000, în 2021, 2022 și 2024.

## Viața privată
Tsitsipas s-a născut la 12 august 1998 la Atena. Tatăl său, Apostolos Tsitsipas, este grec și s-a născut în Proastio, Karditsa, iar mama sa este rusă. Bunicul său matern, Serghei Salnikov, a fost fotbalist sovietic care a jucat la Zenit Leningrad, Spartak Moscova și Dinamo Moscova.  Ambii părinți sunt jucători de tenis cu experiență, iar mama lui, în special, a fost numărul 1 mondial la juniori, a intrat în top 200 și a reprezentat Uniunea Sovietică în Cupa Federației. Părinții săi lucrau ca instructori de tenis la hotelul Astir Palace din Vouliagmeni la momentul nașterii sale. Ei s-au întâlnit inițial la un turneu WTA din Atena, unde mama lui a concurat, iar tatăl său a fost arbitru de linie. Stefanos are trei frați mai mici: doi frați Petros și Pavlos și o soră Elisavet, care este cea mai mică. Toți frații lui sunt și jucatori de tenis.
Tsitsipas a studiat la o școală de limba engleză în tinerețe. Poate vorbi engleza, greaca și rusa. Este un susținător al clubului grec de fotbal AEK Atena. Printre hobby-urile lui Tsitsipas se numără vlogging-ul. Are propriul său canal de YouTube, unde postează videoclipuri cu călătoriile sale. Tsitsipas și-a exprimat interesul pentru promovarea tenisului în Grecia, unde a spus că „tenisul nu este foarte popular”.

## Cariera profesională

### 2013–17: Top 100, semifinală ATP, victorii top 10

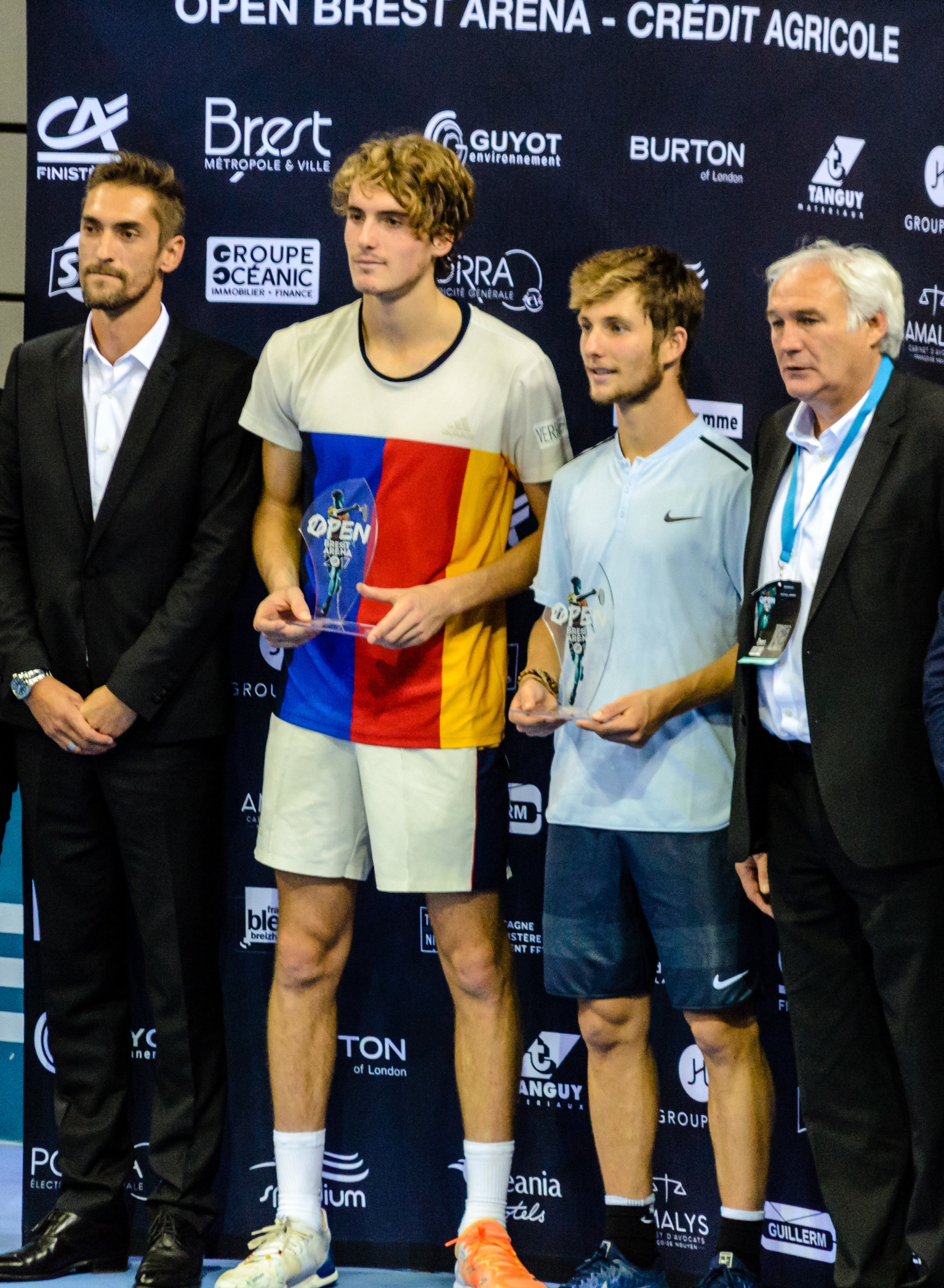
Tsitsipas cu trofeul de finalist la Brest Challenger 2017

Tsitsipas a început să joace turnee ITF Futures în Grecia în 2013, la scurt timp după ce a împlinit 15 ani, nu mult după ce a început să concureze în turneul pentru juniori. S-a calificat pentru primul său eveniment din turneul ATP Challenger de la Burnie International la începutul anului 2015, când încă avea 16 ani, dar a pierdut singurul său meci principal în fața lui Benjamin Mitchell. Tsitsipas a câștigat primul său titlu Futures mai târziu în acel an și va continua să câștige un total de unsprezece astfel de titluri, cinci la simplu și șase la dublu, până la sfârșitul anului 2016. De asemenea, a câștigat primul său meci Challenger la sfârșitul anului 2015 la Mohammedia din Maroc. Tsitsipas s-a întors în Maroc un an mai târziu și a ajuns în primele două finale Challenger în săptămâni consecutive la Mohammedia și Casablanca.  Acest succes în Africa l-a ajutat să ajungă în top 200 mai târziu în octombrie. Spre sfârșitul acelei luni, Tsitsipas a primit un wild card de calificare la Swiss Indoors de la Basel, prima sa apariție la ATP Tour. El l-a învins pe Rajeev Ram în runda de deschidere, dar a pierdut în fașa lui Robin Haase.
La Rotterdam Open 2017 Tsitsipas a intrat pe tabloul principal, unde a pierdut meciul de debut în fața lui Jo-Wilfried Tsonga. El și-a făcut debutul în Grand Slam mai târziu în acel an venind din calificări la Openul Francez, dar a pierdut în fața lui Ivo Karlović în primul său meci. 
După ce a pierdut în calificări la US Open, Tsitsipas a câștigat primul său titlu Challenger la Genova. În general, s-a calificat la cele mai bune opt turnee în timpul sezonului, inclusiv Wimbledon și Shanghai Masters. Cu toate acestea, el nu a câștigat un meci la nivel de tur până la sfârșitul sezonului, când l-a învins pe Karen Haceanov la Shanghai. La European Open din Belgia săptămâna următoare, Tsitsipas a ajuns la prima semifinală ATP venind din calificări. În timpul turneului, el l-a învins pe numărul 10 mondial, David Goffin, pentru prima sa victorie împotriva jucătorilor din top 10 din carieră. Cu această victorie, Tsitsipas a devenit primul jucător grec care s-a clasat în top 100 al clasamentului ATP, realizând acest lucru la vârsta de 19 ani. De asemenea, a atins un clasament suficient de înalt pentru a fi numit supleant pentru Next Gen ATP Finals. Tsitsipas a încheiat sezonul cu o altă finală Challenger, de data aceasta la Brest.

### 2018: Finală Masters, campion Next Gen ATP Finals

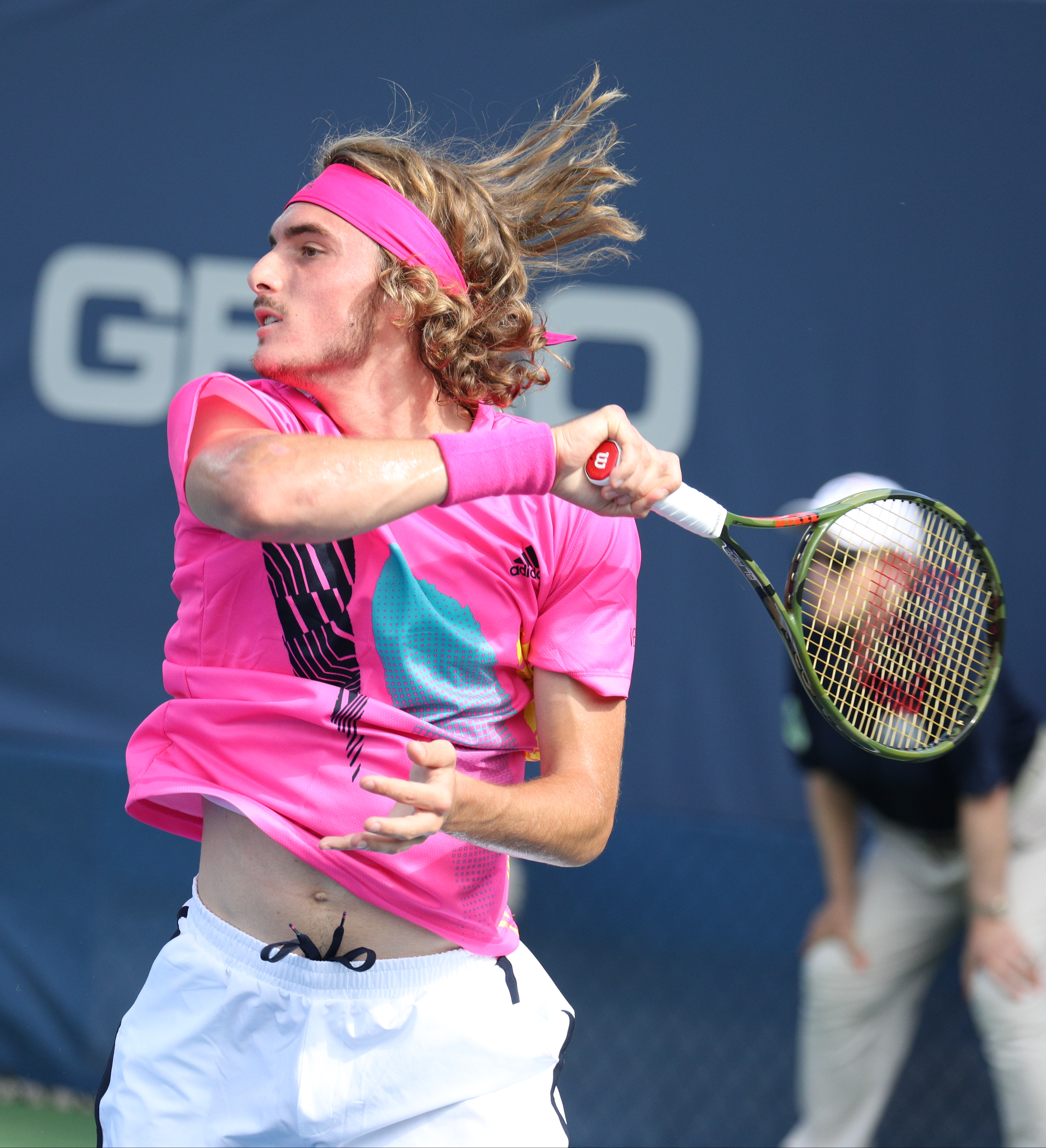
Tsitsipas jucând la Washington Open 2018

Tsitsipas a început anul la Qatar Open, venit din calificări; a pierdut în sferturi cu numărul 5 mondial Dominic Thiem. După ce a pierdut în runda de deschidere la debutul său la  Australian Open, cel mai bun rezultat al său în restul sezonului de la începutul anului a fost un alt sfert de finală la Campionatele de tenis din Dubai.
La Barcelona Open,  în timpul sezonului pe zgură, Tsitsipas a ajuns la prima sa finală ATP din carieră fără să piardă nici un set. În timpul turneului ATP 500, el a învins trei dintre primii 20 de jucători, inclusiv nr. 7 Thiem, înainte de a pierde cu numărul 1 mondial Rafael Nadal. Cu acest rezultat, Tsitsipas a intrat în top 50 și a devenit al doilea jucător grec care ajunge la o finală ATP după Nicky Kalogeropoulos în 1973. Performanța sa a câștigat, de asemenea, atenția națională în Grecia, unde tenisul nu este un sport foarte popular. Săptămâna următoare, la Estoril Open, a ajuns la o altă semifinală. De asemenea, a obținut o a treia victorie în top zece în carieră în fața nr. 8 Kevin Anderson.

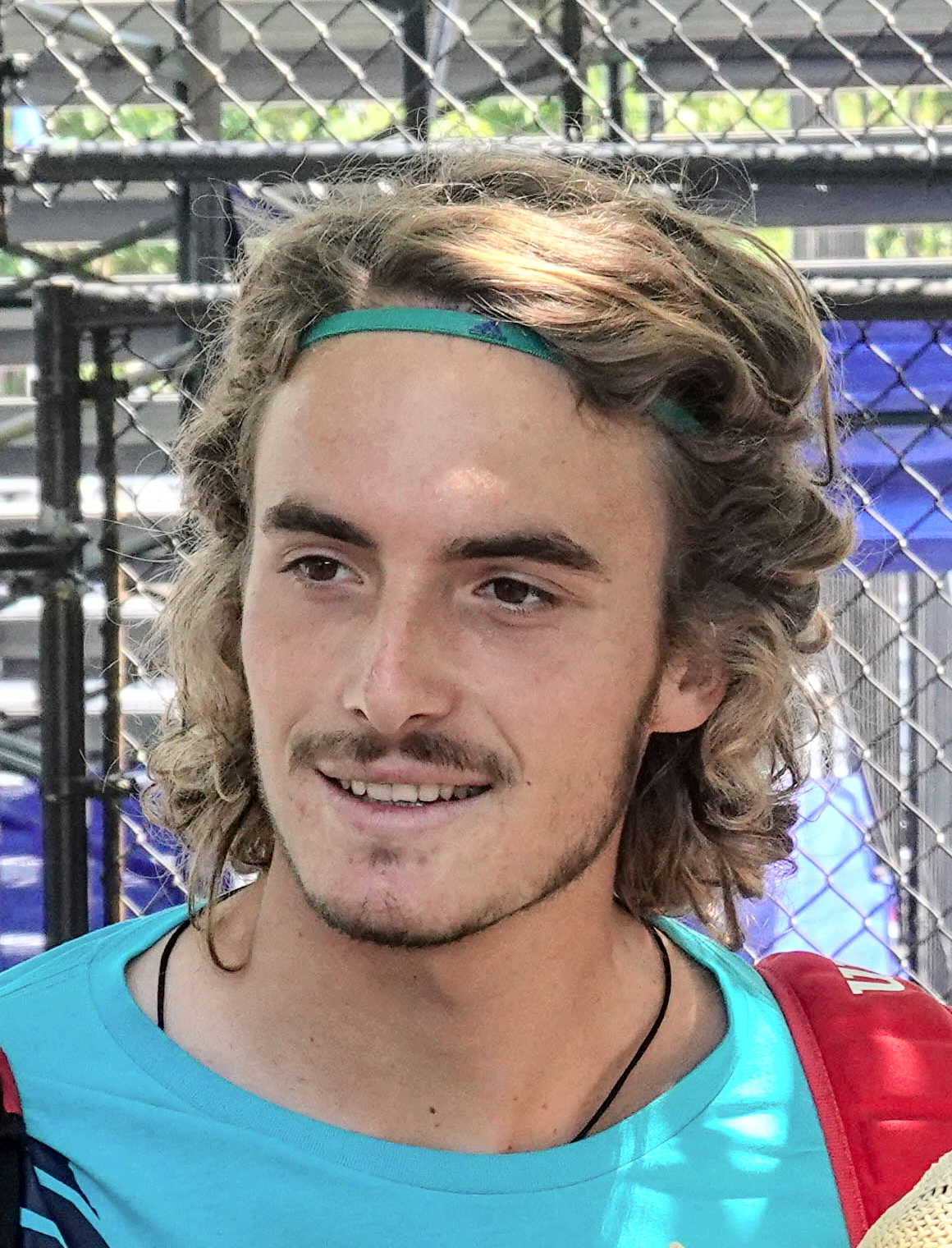
Tsitsipas la Washington Open 2018

Tsitsipas a încheiat sezonul pe zgură câștigând primul său meci de Grand Slam din carieră la French Open împotriva lui Carlos Taberner, înainte de a pierde în fața lui Thiem. El a jucat următorul Grand Slam, la Wimbledon fiind cap de serie nr. 31. A profitat de poziția de favorit și a produs cel mai bun rezultat al său la un turneu major la acea vreme, o înfrângere în runda a patra în fața nr. 10 John Isner.
După ce la Washington Open Tsitsipas a ajuns în semifinale, la Canadian Open a ajuns la a doua finală a sezonului și la prima finală de Masters din carieră. În timpul turneului, a devenit cel mai tânăr jucător care a înregistrat patru victorii în top zece într-un singur turneu, învingându-i succesiv pe numărul 8 Dominic Thiem, numărul 10 Novak Djokovic, numărul 3 Alexander Zverev și numărul 6 Kevin Anderson. El a salvat puncte de meci în ultimele două meciuri. Tsitsipas a pierdut în finală în fața lui Nadal când Tsitsipas împlinea 20 de ani. După turneu a urcat pe locul 15 în lume.
La US Open 2018, Tsitsipas și-a făcut debutul pe tabloul principal, dar a fost învins în runda a doua de Daniil Medvedev. El a citat oboseala ca factor în această eliminare și a continuat să iasă înainte de sferturi de finală la următoarele trei din patru turnee la care a participat. Cu toate acestea, Tsitsipas a reușit să-și revină la Stockholm Open. Jucând ca favorit trei, el l-a învins pe Fabio Fognini în semifinale, înainte de a câștiga în finală împotriva lui Ernests Gulbis. Odată cu victoria, a devenit primul jucător grec care a câștigat un titlu ATP. Tsitsipas și-a încheiat sezonul la Next Generation ATP Finals. El a fost cap de serie la turneu și i-a învins pe Frances Tiafoe, Hubert Hurkacz și Jaume Munar. Apoi l-a învins pe Andrei Rubliov avansând în finală împotriva lui Alex de Minaur. L-a învins pe de Minaur în patru seturi câștigând finala Next Gen. La sfârșitul anului, Tsitsipas a fost numit cel mai bun jucător ATP pentru sezonul său remarcabil.

### 2019: Campion ATP Finals, semifinală Australian Open, numărul 5 mondial

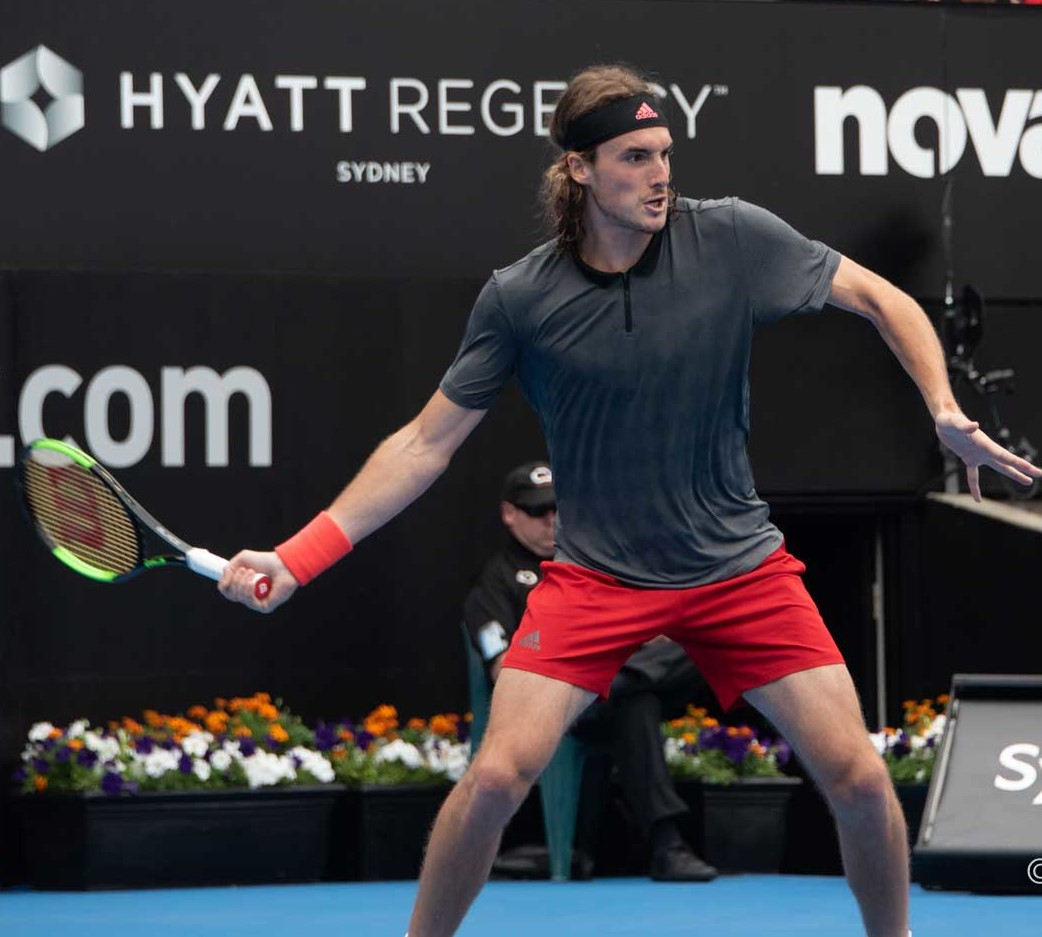
Tsitsipas la Sydney International 2019

Tsitsipas a început sezonul la Cupa Hopman alături de Maria Sakkari, alcătuind prima echipă care a reprezentat Grecia la eveniment în 17 ani. Ei s-au clasat pe locul al doilea la criteriile de departajare și nu au avansat în afara grupei. Singura victorie a lui Tsitsipas la simplu a fost împotriva lui Frances Tiafoe.  La Australian Open 2019, Tsitsipas a ajuns în prima sa semifinală majoră, în ciuda faptului că a câștigat doar cinci meciuri de Grand Slam la simplu în total în anul precedent. Toate cele cinci victorii ale sale la turneu au fost în patru seturi. El l-a învins pe numărul 3 mondial și pe campionul en-titre Roger Federer în runda a patra, salvând toate cele douăsprezece puncte de break cu care s-a confruntat. După ce l-a învins pe Roberto Bautista Agut, el a pierdut cu ușurință în fața nr. 2 Rafael Nadal, câștigând doar șase jocuri. Cu toate acestea, performanța sa l-a ajutat să urce la cel mai bun clasament din carieră, locul 12 mondial, cea mai bună poziție ocupată de un jucător grec din istorie.
În februarie, Tsitsipas a câștigat al doilea titlu în carieră la Open 13 de la Marsilia înainte a fi finalist cu Federer la Campionatele de tenis din Dubai. Performanța sa din Dubai l-a plasat pentru prima dată în top 10 al clasamentului ATP. Tsitsipas a avut și un sezon excelent și pe zgură. El a câștigat primul său titlu din carieră pe teren cu zgură o lună mai târziu, la Estoril Open, după ce l-a învins pe Pablo Cuevas în finală. Săptămâna următoare, a mai făcut o finală de Masters la Madrid Open.  În timpul turneului, el i-a învins pe Alexander Zverev și pe Rafael Nadal în sferturi de finală și, respectiv, în semifinale, înainte de a termina ca finalist cu numărul 1 Novak Djokovic. Aceasta a fost prima sa victorie împotriva lui Nadal în patru încercări. Nadal l-a învins pe Tsitsipas o săptămână mai târziu la Italian Open. Cu toate acestea, Tsitsipas a urcat pe locul 6 mondial după această serie de turnee. La French Open, Tsitsipas a fost învins în runda a patra de Stan Wawrinka, într-un meci maraton de cinci seturi care s-a încheiat cu 6–8 în setul final.
În ciuda unei prime jumătăți puternice a sezonului, după Roland Garros, Tsitsipas a pierdut meciurile din runda de deschidere de la Wimbledon și US Open în fața lui Thomas Fabbiano și, respectiv, Andrei Rubliov, și ambele turnee de Masters din august. Totuși, la începutul lunii august, el a atins locul 5, cel mai bun clasament în carieră.  În cele din urmă, Tsitsipas a revenit începând cu octombrie. El l-a învins din nou pe Zverev la China Open, ajungând finalist cu nr.5 mondial, Dominic Thiem. Apoi a jucat două semifinale la Shanghai Masters și Swiss Indoors, pierzând din nou în fața unor jucători din top 5, numărul 4 Daniil Medvedev și numărul 3 Roger Federer. La sfârșitul sezonului, Tsitsipas s-a calificat pentru prima dată în finala ATP, unde a fost plasat într-o grupă round-robin cu Nadal, Zverev și Medvedev. El i-a învins atât pe Medvedev, cât și pe Zverev pentru a avansa în fazele eliminatorii după două meciuri. El a pierdut ultimul meci din grupă în fața lui Nadal. În semifinale, Tsitsipas l-a învins pe Federer pentru a juca o finală împotriva lui Thiem. Tsitsipas a câștigat campionatul într-un meci strâns care s-a încheiat cu un tiebreak în al treilea set  devenind cel mai tânăr câștigător al campionatului de sfârșit de an de la Lleyton Hewitt în 2001. A încheiat sezonul pe locul 6 în lume.

### 2020: Semifinală la Roland Garros
La  Australian Open 2020 el a intrat cap de serie nr.6, dar nu a reușit să-și repete succesul din 2019, pierzând în runda a 3-a în fața lui Milos Raonic. Apoi a intrat cap de serie nr.2 la Rotterdam Open dar a pierdut în optimile de finală în fața lui Aljaž Bedene. Și-a revenit rapid pentru a-și apăra titlul la turneul Open 13, câștigând al 5-lea titlu ATP, înregistrând în acest fel 4 victorii la rând fără să piardă un set și învingându-l în finală pe Félix Auger-Aliassime. Săptămâna următoare a intrat ca favorit 2 la Dubai Tennis Championships, după Novak Djokovic. A înregistrat 4 victorii la rând, ajungând în finală pentru al doilea an consecutiv, unde a pierdut în seturi consecutive în fața nr.1 mondial, Novak Djokovic.
La US Open, a fost cap de serie nr. 4. El i-a învins pe Albert Ramos Viñolas și Maxime Cressy fără să piardă un set înainte de a pierde cu Borna Coric în runda a treia, în ciuda faptului că a avut șase puncte de meci.
La French Open, a fost cap de serie nr.5 și a ajuns în semifinală, învingându-i pe Grigor Dimitrov și Andrei Rubliov, înainte de a pierde cu Djokovic în cinci seturi.
Tsitsipas nu a putut să-și apere titlul în finala ATP din 2019. El a fost eliminat din turneul de sfârșit de sezon cu un record de 1–2 în timpul etapei round-robin a competiției, după ce l-a învins pe Andrei Rubliov, dar pierzând în fața lui Dominic Thiem și Rafael Nadal.

### 2021: Finală Roland Garros, campion Masters 1000, numărul 3 mondial

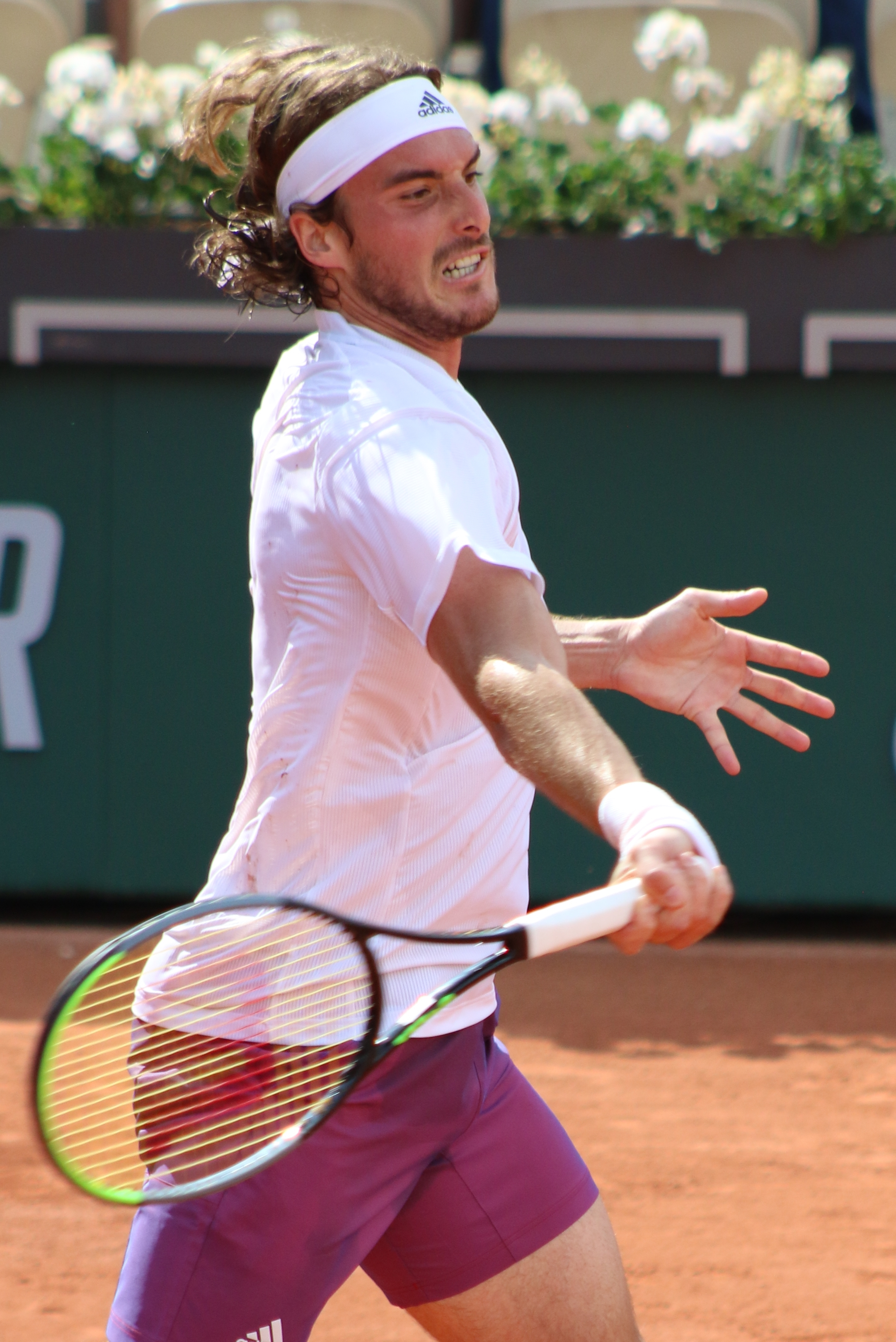
Tsitsipas la French Open 2021

Tsitsipas a început Australian Open 2021 cu o victorie confortabilă în seturi consecutive în fața lui Gilles Simon, înainte de a învinge în cinci seturi cu Thanasi Kokkinakis. El l-a învins apoi pe Mikael Ymer în seturi consecutive înainte de a primi un walkover de la Matteo Berrettini accidentat. În sferturile de finală, Tsitsipas a devenit al doilea jucător, alături de Fabio Fognini la US Open 2015, care l-a învins pe Rafael Nadal într-un meci de Grand Slam după ce acesta câștigase două seturi. În cele din urmă, a pierdut în semifinale în fața lui Daniil Medvedev. La Rotterdam Open, Tsitsipas a pierdut în semifinale în fața ruslui Andrei Rubliov.
În aprilie, Tsitsipas a câștigat primul său titlu de Masters 1000 la Monte-Carlo Masters, după ce i-a învins pe Aslan Karațev, Cristian Garín, Alejandro Davidovici Fokina, Dan Evans și Andrei Rubliov. Făcând acest lucru, Tsitsipas a devenit primul jucător grec din istorie care a câștigat un titlu de Masters. În mai, Tsitsipas l-a învins pe Cameron Norrie în seturi consecutive pentru a câștiga Lyon Open 2021 și al șaptelea titlu din carieră.
La French Open, Tsitsipas i-a învins pe Pablo Carreño Busta și Daniil Medvedev pentru a ajunge la a doua semifinală consecutivă a French Open și a treia semifinală consecutivă de Grand Slam. El l-a învins pe Alexander Zverev în cinci seturi pentru a deveni primul jucător grec din istorie care a ajuns într-o finală majoră. În finală, a pierdut în fața numărul 1 mondial, Novak Djokovic, în cinci seturi, în ciuda faptului că a câștigat primele două seturi. După turneu, Tsitsipas a ajuns pe locul 4 mondial.
Tsitsipas a suferit o ieșire timpurie la Wimbledon, pierzând cu Frances Tiafoe în runda de deschidere. El și-a luat revanșa învingându-l pe Tiafoe în runda a doua la Jocurile Olimpice din 2020. A devenit primul jucător grec care a câștigat un meci de simplu la Jocurile Olimpice, cu victoria sa din prima rundă cu 6-3, 3-6, 6-3 în fața lui Phillip Kohlschreiber, de la Augustos Zerlandis în 1924. A pierdut în runda a treia cu Ugo Humbert în trei seturi. La US Open, Tsitsipas l-a învins pe Andy Murray în 5 seturi și pe Adrian Mannarino în 4 seturi pentru a ajunge în runda a treia. În runda a treia, a fost învins în 5 seturi cu un tiebreak în setul final de numărul 55 mondial Carlos Alcaraz, în vârstă de 18 ani. La US Open, s-a confruntat cu o puternică reacție pentru că a luat pauze prelungite la baie.
La Indian Wells Masters din 2021 a ajuns în sferturile de finală, învingându-i pe Pedro Martínez, Fabio Fognini și Alex de Minaur înainte de a pierde în fața lui Nikoloz Basilașvili. La finala ATP, Tsitsipas a pierdut în seturi consecutive în fața lui Andrei Rubliov înainte de a se retrage din turneu din cauza unei accidentări la cot.

### 2022: A 250-a victorie ATP, primul titlu pe iarbă
La Australian Open 2022, Tsitsipas a ajuns pentru a treia oară în semifinale, unde l-a înfruntat pe Daniil Medvedev într-o revanșă a semifinalei de anul precedent. El a pierdut în patru seturi și a fost amendat pentru coaching, când tatăl său Apostolos a fost prins antrenând în greacă.

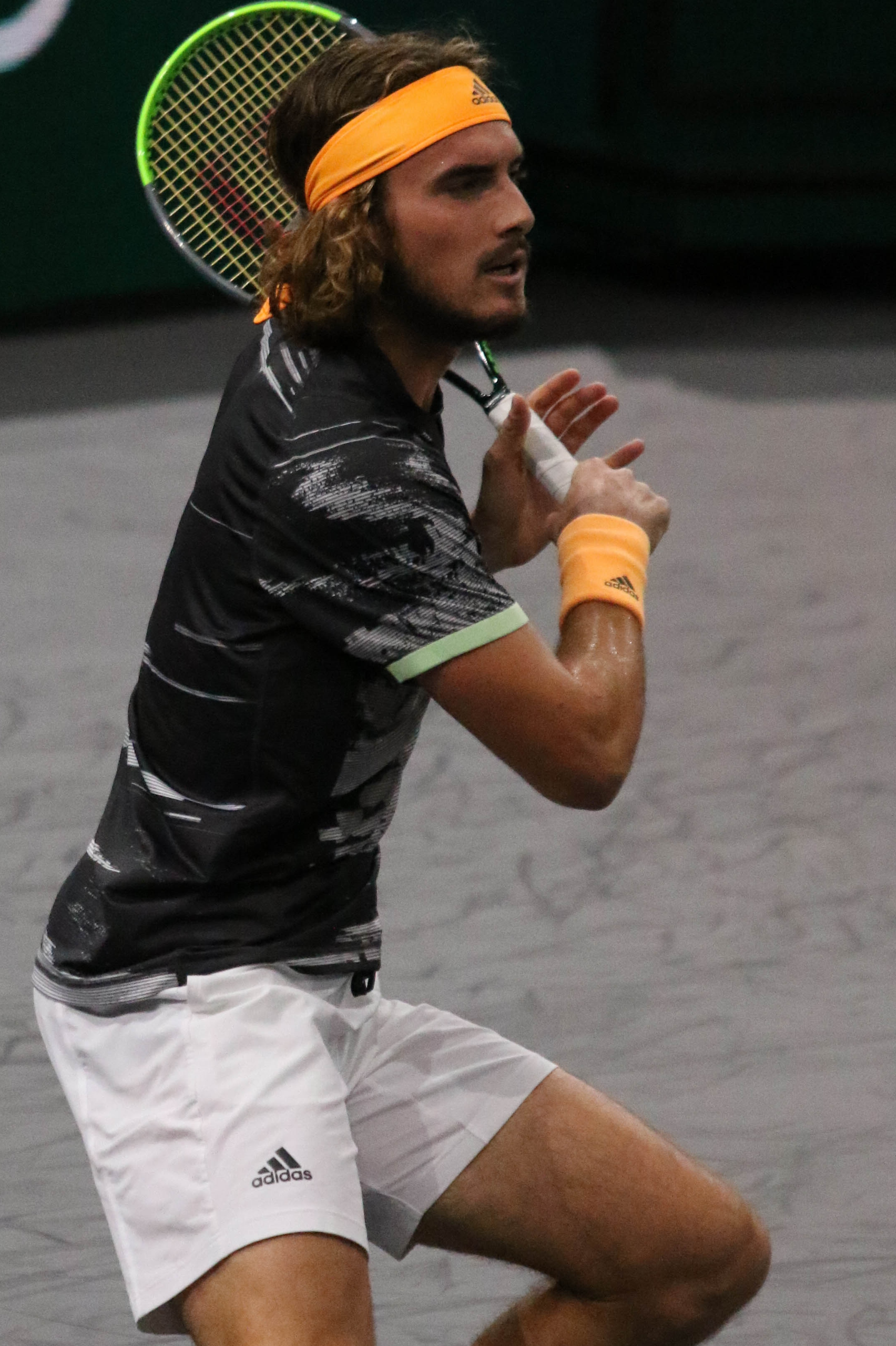
Stefanos Tsitsipas

Tsitsipas a devenit primul jucător născut în 1998 care a obținut 200 de victorii la nivel de turneu în carieră, după ce l-a învins pe Laslo Đere în primul tur la turneul Mexican Open 2022.
Stefanos Tsitsipas și-a apărat cu succes titlul Monte-Carlo Masters împotriva spaniolului Alejandro Davidovici Fokina în două seturi, 6-3, 7-6(3), pentru a câștiga al doilea său titlu ATP Masters 1000.
La Italian Open 2022 a ajuns în sferturile de finală, învingându-l pe Grigor Dimitrov în runda a doua, salvând două puncte de meci în acest proces  și pe Karen Haceanov în optimile de finală. În sferturile de finală, el l-a învins pe Jannik Sinner pentru a ajunge la a treia semifinală consecutivă la nivel de Masters, obținând 30 de victorii în turneu în sezonul 2022. Apoi l-a învins pe Alexander Zverev, a doua victorie consecutivă pe zgură, pentru un loc în finală. Tsitsipas și Zverev au fost singurii jucători care au ajuns în semifinale la toate cele trei turnee Masters 1000 pe zgură din sezon. În finală, a pierdut în fața lui Novak Djokovic.
După câteva înfrângeri timpurii la Stuttgart Open și Halle Open, Tsitsipas a câștigat primul său titlu pe iarbă după ce a primit un wildcard de ultim moment la Mallorca Open. El l-a învins în finală pe Roberto Bautista Agut în trei seturi strânse, 6-4, 3-6, 7-6(2).
La Campionatul de la Wimbledon din 2022, Tsitsipas a pierdut în runda a treia în fața lui Nick Kyrgios în patru seturi. Într-un meci de foc, după ce Kyrgios a reușit să-l enerveze, Tsitsipas a fost amendat cu 10.000 USD pentru două încălcări ale codului. La US Open 2022, Tsitsipas, cap de serie nr. 4, a fost eliminat în prima rundă de jucătorul venit din calificări, Daniel Elahi Galán, în patru seturi, deși Tsitsipas a salvat opt puncte de meci.
În octombrie, Tsitsipas a ajuns în finala de la Astana Open din Kazahstan, pe care a pierdut-o în seturi consecutive în fața lui Novak Djokovic. Apoi a ajuns la a șaptea finală la Stockholm Open, dar a fost învins de Holger Rune în seturi consecutive. A pierdut în runda a doua la Viena Open. El și-a înregistrat cea de-a 60-a victorie în 2022, învingându-l pe Tommy Paul în sferturile de finală ale Rolex Paris Masters 2022 pentru a ajunge la a cincea semifinală de Masters a sezonului. În semifinale, a pierdut în trei seturi în fața lui Novak Djokovic.
La finala ATP din 2022 a pierdut din nou în fața lui Djokovic, a noua înfrângere consecutivă împotriva campionului de cinci ori a Finalei ATP, și a lui Andrei Rubliov, nefiind astfel în stare să treacă de etapa round robin. Tsitsipas a încheiat anul cu o victorie într-un turneu, Campionatul Mondial de Tenis Mubadala 2022.

### 2023: Finalist la Australian Open, a 300-a victorie din carieră

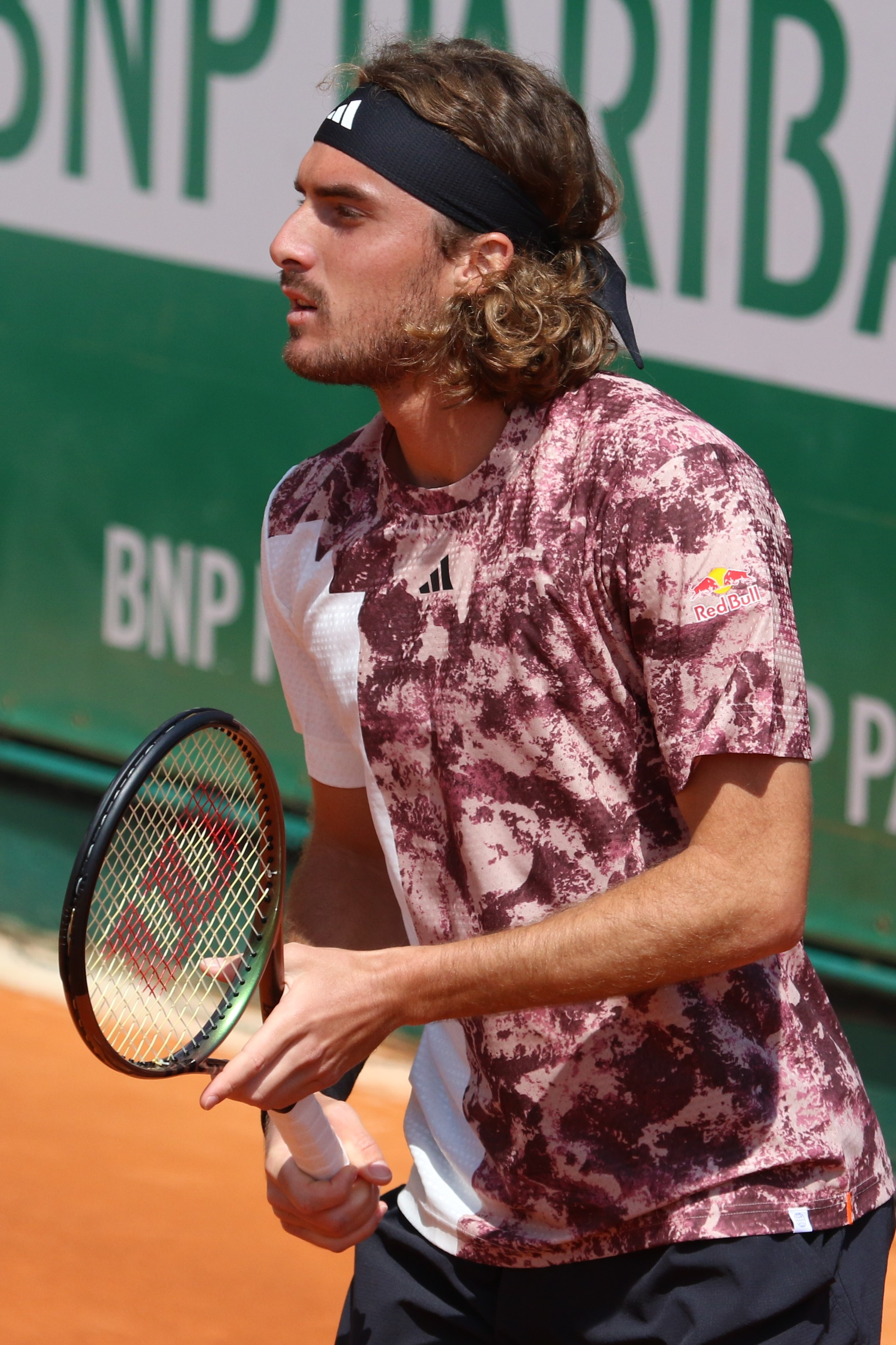
Tsitsipas la Monte-Carlo Masters 2023

El a înregistrat cea de-a 250-a victorie pe Circuitul ATP la Cupa United din 2023, învingându-l pe Grigor Dimitrov. La Australian Open 2023, Tsitsipas i-a învins pe Quentin Halys, Rinky Hijikata, Tallon Griekspoor, Jannik Sinner, Jiri Lehecka și Karen Haceanov în drum spre finală. A fost a doua sa finală de Grand Slam după Openul Francez din 2021. În ambele finale, Tsitsipas a pierdut în fața lui Novak Djokovic. La Australian Open a avansat în finală, pierzând în seturi consecutive în fața lui Novak Djokovic. Această finală a fost demnă de remarcat deoarece victoria l-a făcut pe Djokovic să egaleze recordul de 22 de victorii majore al lui Rafael Nadal, iar dacă Tsitsipas ar fi câștigat, ar fi urcat pentru prima dată pe prima poziție în clasamentul ATP.
La Indian Wells Masters, el a suferit o înfrângere în prima rundă în fața lui Jordan Thompson în trei seturi strânse. La Miami, a pierdut în runda a patra în fașa lui Karen Haceanov în seturi consecutive.
Și-a început sezonul pe zgură la Monte-Carlo Masters 2023, unde a fost dublu campion en-titre. El i-a învins pe Benjamin Bonzi și pe Nicolás Jarry, dar a pierdut în sferturi de finală în fața americanului Taylor Fritz în seturi consecutive. Drept urmare, a coborât două locuri în clasament, până pe locul 5 mondial. La cel de-al doilea turneu al anului pe zgură, la Barcelona Open 2023, i-a învins pe Pedro Cachin, Denis Șapovalov, Alex de Minaur și Lorenzo Musetti pentru a ajunge în a doua finală a sezonului și a treia finală de la Barcelona la general. El a pierdut în fața liderului de serie Carlos Alcaraz în seturi consecutive.
Pentru începutul sezonului pe iarbă, a primit wildcard-uri la BOSS Open 2023 și Halle Open 2023, unde a câștigat un meci, și la Mallorca Championships 2023, unde a fost campionul en-titre.
În august a câștigat cel de-al 10-lea turneu al său, Los Cabos Open 2023, învingându-i pe John Isner, Nicolás Jarry, Borna Ćorić și Alex de Minaur în două seturi. În ciuda acestui rezultat, a coborât pe locul 7 mondial la 21 august 2023, cu o săptămână înainte de ultimul turneu major al sezonului. La US Open, a pierdut în runda a doua în fața elvețianului Dominic Stricker, nr. 128, în cinci seturi.
În noiembrie, la Paris Masters, a înregistrat cea de-a 50-a victorie din carieră în fața lui Alexander Zverev în acest sezon, fiind doar unul dintre cei doi jucători, bărbați sau femei, care au înregistrat cel puțin 50 de victorii în fiecare din ultimii trei ani, la egalitate cu Andrei Rubliov. A fost, de asemenea, prima sa victorie în top 10 al sezonului. Cu această victorie s-a calificat pentru a cincea oară consecutiv la ATP Finals. În continuare, l-a învins pe Karen Haceanov, cap de serie numărul 16, pentru a înregistra a 300-a victorie din carieră, cu o victorie în două seturi în sferturile de finală. A pierdut în semifinale în fața lui Grigor Dimitrov.

### 2024: Al treilea titlu Monte Carlo Masters
După un început lent de sezon, și-a început campania pe zgură la Mastersul de la Monte-Carlo din 2024, pornind de data aceasta ca favoritul nr. 12. I-a învins pe Tomás Martín Etcheverry, Alexander Zverev și Karen Haceanov, toți în seturi directe, pentru a ajunge în semifinale, unde l-a întâlnit pe Jannik Sinner. După o victorie în trei seturi, s-a calificat în a treia sa finală de la Monte Carlo, unde l-a înfruntat pe Casper Ruud. A câștigat finala în două seturi și a cucerit cel de-al treilea său titlu la Monte-Carlo Masters și al unsprezecelea titlu de simplu din carieră în circuitul ATP. Tsitsipas a devenit al cincilea jucător din era deschisă care a câștigat cel puțin trei titluri la acest turneu, după Ilie Năstase, Björn Borg, Thomas Muster și Rafael Nadal.

## Statistici carieră

### Participare la turnee de Grand Slam
| C | F | SF | QF | #R | RR | Q# | P# | DNQ | A | Z# | PO | Au | Ag | Br | NMS | P | NH |

| Turneu                   | 2017         | 2018         | 2019         | 2020         | 2021         | 2022         | 2023  | 2024  | 2025  | SR                 | C–P                | Victorii %         |
| ------------------------ | ------------ | ------------ | ------------ | ------------ | ------------ | ------------ | ----- | ----- | ----- | ------------------ | ------------------ | ------------------ |
| Turnee de Grand Slam     |              |              |              |              |              |              |       |       |       |                    |                    |                    |
| Australian Open          | Q2           | 1R           | SF           | 3R           | SF           | SF           | F     | 4R    | 1R    | 0 / 8              | 24–8               | 75%                |
| French Open              | 1R           | 2R           | 4R           | SF           | F            | 4R           | QF    | QF    | 2R    | 0 / 9              | 27–9               | 75%                |
| Wimbledon                | 1R           | 4R           | 1R           | NH           | 1R           | 3R           | 4R    | 2R    | 1R    | 0 / 8              | 9–8                | 53%                |
| US Open                  | Q3           | 2R           | 1R           | 3R           | 3R           | 1R           | 2R    | 1R    |       | 0 / 7              | 6–7                | 46%                |
| Câștigat–pierdut         | 0–2          | 5–4          | 8–4          | 8–3          | 12–4         | 10–4         | 14–4  | 8–4   | 1–3   | 0 / 32             | 66–32              | 67%                |
| Turneul Campionilor      |              |              |              |              |              |              |       |       |       |                    |                    |                    |
| ATP Finals               | DNQ          | DNQ          | C            | RR           | RR           | RR           | RR    | Alt   |       | 1 / 5              | 6–8                | 43%                |
| Reprezentări naționale   |              |              |              |              |              |              |       |       |       |                    |                    |                    |
| Jocurile Olimpice        | nu s-a ținut | nu s-a ținut | nu s-a ținut | nu s-a ținut | 3R           | NH           | NH    | QF    | NH    | 0 / 2              | 5–2                | 71%                |
| Cupa Davis               | A            | A            | G3           | WG2 P-O      | WG2 P-O      | WG2          | WG1   | WG1   |       | 0 / 0              | 12–1               | 92%                |
| ATP Tour Masters 1000    |              |              |              |              |              |              |       |       |       |                    |                    |                    |
| Indian Wells Masters     | A            | 2R           | 2R           | NH           | QF           | 3R           | 2R    | 4R    | 4R    | 0 / 7              | 9–7                | 56%                |
| Miami Open               | A            | 1R           | 4R           | NH           | QF           | 4R           | 4R    | 2R    | 3R    | 0 / 7              | 9–7                | 56%                |
| Monte-Carlo Masters      | A            | 2R           | 3R           | NH           | C            | C            | QF    | C     | QF    | 3 / 7              | 22–4               | 85%                |
| Madrid Open              | A            | 1R           | F            | NH           | 3R           | SF           | QF    | 2R    | 3R    | 0 / 7              | 12–7               | 63%                |
| Italian Open             | A            | 2R           | SF           | 2R           | QF           | F            | SF    | QF    | 3R    | 0 / 8              | 17–8               | 68%                |
| Canadian Open            | A            | F            | 2R           | NH           | SF           | 2R           | 2R    | 2R    |       | 0 / 6              | 8–6                | 57%                |
| Cincinnati Masters       | A            | 1R           | 2R           | SF           | SF           | F            | 3R    | 2R    |       | 0 / 7              | 12–7               | 63%                |
| Shanghai Masters         | 2R           | 3R           | SF           | Nu s-a ținut | Nu s-a ținut | Nu s-a ținut | 3R    | 2R    |       | 0 / 5              | 7–5                | 58%                |
| Paris Masters            | A            | 2R           | QF           | 2R           | 2R           | SF           | SF    | QF    |       | 0 / 7              | 11–7               | 61%                |
| Câștigat–pierdut         | 1–1          | 10–9         | 14–9         | 3–3          | 20–7         | 22–7         | 15–9  | 15–7  | 7–5   | 3 / 61             | 107–58             | 65%                |
| Statistici carieră       |              |              |              |              |              |              |       |       |       |                    |                    |                    |
| Turnee                   | 2017         | 2018         | 2019         | 2020         | 2021         | 2022         | 2023  | 2024  | 2025  | SR                 | C–P                | Victorii %         |
| Turnee                   | 10           | 29           | 27           | 12           | 21           | 23           | 23    | 22    | 13    | Total carieră: 180 | Total carieră: 180 | Total carieră: 180 |
| Titluri                  | 0            | 1            | 3            | 1            | 2            | 2            | 1     | 1     | 1     | Total carieră: 12  | Total carieră: 12  | Total carieră: 12  |
| Finale                   | 0            | 3            | 6            | 3            | 5            | 7            | 3     | 2     | 1     | Total carieră: 30  | Total carieră: 30  | Total carieră: 30  |
| Hard câștigat–pierdut    | 4–7          | 29–18        | 37–17        | 18–11        | 32–13        | 36–17        | 30–15 | 21–14 | 11–6  | 6 / 114            | 218–118            | 65%                |
| Zgură câștigat–pierdut   | 0–2          | 11–6         | 15–5         | 11–3         | 23–5         | 17–4         | 17–5  | 22–6  | 7–5   | 5 / 46             | 123–41             | 75%                |
| Iarbă câștigat–pierdut   | 0–1          | 6–3          | 2–3          | 0–0          | 0–1          | 8–3          | 4–4   | 2–2   | 1–2   | 1 / 20             | 23–19              | 55%                |
| Câștigat–pierdut general | 4–10         | 46–27        | 54–25        | 29–14        | 55–19        | 61–24        | 51–24 | 45–22 | 19–13 | 12 / 180           | 364–178            | 67%                |
| Victorii %               | 29%          | 63%          | 68%          | 67%          | 74%          | 72%          | 68%   | 67%   | 59%   | 67%                | 67%                | 67%                |
| Clasament sf. anului     | 91           | 15           | 6            | 6            | 4            | 4            | 6     | 11    |       | 34.787.309 $       | 34.787.309 $       | 34.787.309 $       |

### Finale semnificative

#### Finale de Grand Slam
| Rezultat | An   | Turneu          | Suprafață | Adversar       | Scor                         |
| -------- | ---- | --------------- | --------- | -------------- | ---------------------------- |
| Pierdut  | 2021 | French Open     | zgură     | Novak Djokovic | 7–6(8–6), 6–2, 3–6, 2–6, 4–6 |
| Pierdut  | 2023 | Australian Open | dură      | Novak Djokovic | 3–6, 6–7(4–7), 6–7(5–7)      |

#### Turneul Campionilor
| Rezultat | An   | Turneu             | Suprafață | Adversar      | Scor                    |
| -------- | ---- | ------------------ | --------- | ------------- | ----------------------- |
| Câștigat | 2019 | ATP Finals, Londra | dură      | Dominic Thiem | 6–7(6–8), 6–2, 7–6(7–4) |

#### Finale ATP Masters 1000
| Rezultat | An   | Turneu                  | Suprafață | Adversar                    | Scor          |
| -------- | ---- | ----------------------- | --------- | --------------------------- | ------------- |
| Pierdut  | 2018 | Canadian Open           | dură      | Rafael Nadal                | 2–6, 6–7(4–7) |
| Pierdut  | 2019 | Madrid Open             | zgură     | Novak Djokovic              | 3–6, 4–6      |
| Câștigat | 2021 | Monte-Carlo Masters     | zgură     | Andrei Rubliov              | 6–3, 6–3      |
| Câștigat | 2022 | Monte-Carlo Masters (2) | zgură     | Alejandro Davidovici Fokina | 6–3, 7–6(7–3) |
| Pierdut  | 2022 | Italian Open            | zgură     | Novak Djokovic              | 0–6, 6–7(5–7) |
| Pierdut  | 2022 | Cincinnati Masters      | dură      | Borna Ćorić                 | 6–7(0–7), 2–6 |
| Câștigat | 2024 | Monte-Carlo Masters (3) | zgură     | Casper Ruud                 | 6–1, 6–4      |

## Legături externe
Materiale media legate de Stefanos Tsitsipas la Wikimedia Commons
- Site oficial Arhivat în 13 august 2018, la Wayback Machine.
- en Stefanos Tsitsipas la Association of Tennis Professionals
- en Stefanos Tsitsipas la Olympedia.org